# 13 Top Reggae Hits
13 Top Reggae Hits är det svenska reggaebandet Club Killers' andra album och tillika första studioalbum, utgivet 28 maj 2008 på Bonnier Amigo.

## Låtlista
1. "Someone to Fulfill My Needs"
2. "Going Up the Country"
3. "You're Too Bad"
4. "Deep Down"
5. "Red Ash"
6. "Besame Mucho"
7. "Yellow Moon"
8. "Femme Fatale"
9. "The Pressure Is Coming On"
10. "Step Softly"
11. "Contemplating Mind"
12. "What Shall I Do?"
13. "Kåldolmar och kalsipper" (introduktion)

## Mottagande
13 Top Reggae Hits snittar på 3,4/5 på Kritiker.se, baserat på sexton recensioner.

### Fotnoter
1. ↑  ”13 Top Reggae Hits”. Svensk mediedatabas. http://smdb.kb.se/catalog/search?q=club+killers+typ%3Afonogram. Läst 1 maj 2012.
2. ↑  ”Two Nights with Club Killers”. Kritiker.se. https://kritiker.se/skivor/club-killers/13-top-reggae-hits/. Läst 1 maj 2012.